# Кнез Милетина воденица
Кнез Милетина воденица је непокретно културно добро на Бачинској реци у Варварину, везана за кнеза Милету Радојковића. 

## Историја
Воденицу је саградио Мустафа-ага из Јагодине, почетком 19. векa. Кнез Милета ју је купио од агине супруге и кћерке. Иако народно казивање каже да је кнез изгубио воденицу у опклади у корист породице Весић 1860. године, извесно је да је то у ствари био неки од његових наследника, јер је сам кнез преминуо 1852. године.

## Опис
Воденица је пример народног градитељства. Радни део је изграђен од брвана, са четири млинска камена и две собе. Четвороводни кров је био првобитно покривен ћерамидом, која касније замењена бибер црепом. Оригинални дрвени воденични механизам је касније замењен металним колима.